# SWAT 4: The Stechkov Syndicate
SWAT 4: The Stetchkov Syndicate är ett expansionspaket till spelet SWAT 4. The Stetchkov Syndicate har mer funktioner än vad SWAT 4 har men går ut på samma sak, att på ett taktiskt sätt vinna mot terroristerna man utsätts för i varje uppdrag. Spelet har nya saker så som vapen, funktioner och tekniska grejer till SWAT-styrkan. Expansionen kom ut år 2006.

## Nya vapen
P90 Submachinegun
Tec-9 (Endast Multiplayer)
Mark 19 Semi-automatisk pistol (Endast Multiplayer)
Colt Accurized rifle (Ljudämpat gevär med kikarsikte)
40 mm granatkastare (Ej dödlig)
Cobra Stun Gun (Elchockpistol)
5,56 mm lätt kulspruta (Endast Multiplayer)

## Nya funktioner och föremål
Nightvision
Box (Slag med vänster hand, får till exempel civila att lugna ner sig och ge upp)
No Armor (Funktion där man kan välja att inte ha något skydd för att kunna gå snabbare)
Förbättrat Multiplayer
Ammo Pouch (Väska med extra ammo till pistol och gevär)
Nya Uppdrag
Utseende (Funktion där man kan välja utseende till Swat och Terrorist i Multiplayer)
Lightstick (En liten stav som lyser, kan lämnas på en plats för att visa att man varit där)